# Bustul lui Aleksandr Pușkin de la Casa-muzeu „Pușkin”
Bustul lui Aleksandr Pușkin este un monument de for public din orașul Chișinău. În trecut (până în 2018) a fost un monument istoric și de artă de importanță națională inclus în Registrul monumentelor ocrotite de stat din Republica Moldova. Este amplasat în grădina de lângă Casa-muzeu „Pușkin” – locul în care poetul a lucrat în timpul aflării sale la Chișinău. Datează din 1973.